# Magni
Magni je bog iz skupine Asa u nordijskoj mitologiji. Sin je boga Tora i divice Jarnsaxe. Vrhovni bog Odin mu je djed. Ima sestru Trud i polubrata po ocu Modija.
Njegovo ime znači snažni i neki kažu da je bio jači od samoga Tora! Jedino su njih dvojica mogli podići čarobni malj Mjollnir, Torovu najveću dragocjenost.
Preživjet će Ragnarok zajedno sa svojim polubratom Modijem. Preživjet će i Vidar i Vali, a iz Hela će im se pridružiti i Baldr i Hodr.
Magni i Modi će naslijediti malj Mjollnir, kako kažu stihovi:
| (Vafþrúðnismál, 51)       | (Vafþrúðnismál, 51)      |
| ------------------------- | ------------------------ |
| Víðarr ok Váli            | Vidar i Vali             |
| byggia vé goða            | grade svetište gordo     |
| þá er sortnar Surta logi, | kad ugasne Surtov oganj; |
| Móði ok Magni             | Modi i Magni             |
| skulo Miölni hafa         | dobit će Mjollnir        |
| Vingnis at vígþroti.      | Vignirov okončavši boj.  |
|                           | (prevela Dora Maček)     |